# Eois lilacina
Eois lilacina là một loài bướm đêm trong họ Geometridae.